# Raymond Jamois
Raymond Jamois, né le 14 juin 1901 à Clermont-Ferrand et mort le 22 mars 1983 à Vaux-le-Pénil, est un athlète français, spécialiste des épreuves de sprint.

## Biographie
Raymond Anatole François Jamois est le fils de Ferdinand Jamois, négociant en tissus, et de Françoise Lafond.
Il est sacré champion de France du 400 m en 1921.
Il établit un nouveau record de France du 150 mètres avec le temps de 16 s 8.
Il participe aux Jeux olympiques d'été de 1924 à Paris. Il est éliminé dès les séries.
Il remporte pour la seconde fois le titre national du 400 m en 1925.
Commerçant en couverture plomberie en 1932, il épouse à Paris Charlotte Clémence Eugénie Heurabise. Il devient veuf en février 1958.
Il est mort à l'âge de 81 ans.